# Liste der denkmalgeschützten Objekte in Biedermannsdorf
Die Liste der denkmalgeschützten Objekte in Biedermannsdorf enthält die 5 denkmalgeschützten, unbeweglichen Objekte der Gemeinde Biedermannsdorf.

## Denkmäler
| Foto |                 | Denkmal | Standort                                             | Beschreibung | Metadaten |
| ---- | --------------- | --- | ---------------------------------------------------- | --- | --- |
| ja   | Datei hochladen | Pfarrhof mit Ummauerung HERIS-ID: 65071 Objekt-ID: 77882                                                        | Ortsstraße 42 Standort KG: Biedermannsdorf           | Kubischer zweigeschoßiger Bau von 1794, renoviert 1905 | BDA-Hist.: Q38109051 Status: § 2a Stand der BDA-Liste: 2025-06-30 Name: Pfarrhof mit Ummauerung GstNr.: 52                                                                                           |
| ja   | Datei hochladen | Schloss Wasenhof, ehem. Stephaniestiftung/Erziehungsheim der Stadt Wien HERIS-ID: 4520 Objekt-ID: 365           | Ortsstraße 56-58 Standort KG: Biedermannsdorf        | Das Gebäude ist ein dreiflügeliger Bau aus der Barockzeit, um 1731 erbaut. Um 1454 befand sich an der Stelle der Wasenhof. Die Anlage wurde 1883 der Stephaniestiftung geschenkt und als Heim für behinderte Kinder eingerichtet. Seit 1939 ist es im Besitz der Gemeinde Wien. | BDA-Hist.: Q37975300 Status: § 2a Stand der BDA-Liste: 2025-06-30 Name: Schloss Wasenhof, ehem. Stephaniestiftung/Erziehungsheim der Stadt Wien GstNr.: 80, 79, 72, 73 Schloss Wasenhof              |
| ja   | Datei hochladen | Kath. Pfarrkirche hl. Johannes der Täufer und ehem. Friedhofsfläche mit Portal HERIS-ID: 25324 Objekt-ID: 21749 | Perlasgasse 4 Standort KG: Biedermannsdorf           | Die Kirche ist dem Heiligen Johannes der Täufer geweiht und ein im Kern mittelalterlicher, sonst aber barocker Bau, errichtet 1727 bis 1728 von Franz Jäckl. Der spätbarocke Hochaltar zeigt die Taufe Christi durch Johannes den Täufer. Zwei Seitenaltäre und eine spätbarocke Kanzel gehören zur weiteren Ausstattung. Auf der Orgelempore steht eine Kaufmannorgel aus dem Jahr 1892. | BDA-Hist.: Q15124661 Status: § 2a Stand der BDA-Liste: 2025-06-30 Name: Kath. Pfarrkirche hl. Johannes der Täufer und ehem. Friedhofsfläche mit Portal GstNr.: 63, 830/1 Pfarrkirche Biedermannsdorf |
| ja   | Datei hochladen | Ehem. Borromäum HERIS-ID: 6172 Objekt-ID: 2047                                                                  | Perlasgasse 10 Standort KG: Biedermannsdorf          | Als Ersatz für den zu klein gewordenen Perlashof erfolge 1897 ein Neubau der Barmherzigen Schwestern vom heiligen Karl Borromäus, der als monumentaler späthistoristischer Vierflügelbau charakterisiert wird, 1902 wurde eine Klosterkirche gebaut. 1949 wurde aus ihr die „Frauengewerbeschule Biedermannsdorf“. Die Kirche wurde profaniert und ist seit 1982 Bibliothek. Das Gebäude wurde am 16. Juni 1982 von der Gemeinde Biedermannsdorf gekauft und an das Unterrichtsministerium vermietet, in ihm wurde eine Höhere Bundeslehranstalt für wirtschaftliche Berufe eröffnet.                                                                         | BDA-Hist.: Q37881778 Status: § 2a Stand der BDA-Liste: 2025-06-30 Name: Ehem. Borromäum GstNr.: 326                                                                                                  |
| ja   | Datei hochladen | Historische Inschrifttafel an der Brücke über den Krottenbach HERIS-ID: 58707 Objekt-ID: 69489                  | nördlich Perlasgasse 65 Standort KG: Biedermannsdorf | Der Gedenkstein erinnert an Maria Theresia, welche 1743 eine Straße zwischen Schönbrunn und Laxenburg errichten ließ (heutige Schönbrunner Allee). Die steinerne Inschrifttafel befand sich ursprünglich an der Westseite des Brückenfundaments und wurde 1996 auf Straßenniveau gehoben. Übersetzung der lateinischen Inschrift: „Augusta Maria Theresia von Gottes Gnaden, Königin von Ungarn und Böhmen, Erzherzogin von Österreich, Enkelin Leopold des Großen, Tochter Karls, ließ diesen Weg hier bauen. 1743.“ Die Abkürzungen P:F:O:P:M:P bedeuten: Pia filia orum, pia mater populorum (liebliche Tochter der Gefilde, liebliche Mutter der Völker). | BDA-Hist.: Q38084533 Status: § 2a Stand der BDA-Liste: 2025-06-30 Name: Historische Inschrifttafel an der Brücke über den Krottenbach GstNr.: 1004                                                   |

## Ehemalige Denkmäler
| Foto |                 | Denkmal                                       | Standort                                   | Beschreibung | Metadaten |
| ---- | --------------- | --------------------------------------------- | ------------------------------------------ | --- | --- |
| ja   | Datei hochladen | Perlashof, Pfarrheim Objekt-ID: 20255bis 2013 | Perlasgasse 8 Standort KG: Biedermannsdorf | Die Anlage war ursprünglich ein barockes Landschloss, der Perlashof. Er wurde nach mehrfachen Besitzwechseln 1882 von den Barmherzigen Schwestern vom heiligen Karl Borromäus erworben, 1883 eröffneten sie dort ein Waisenhaus und eine Volksschule. 1897 erfolgte der Umzug in das neu gebaute Borromäum. | BDA-Hist.: Q106676199 Status: § 2a Stand der BDA-Liste: 2013-06-28 Name: Perlashof, Pfarrheim GstNr.: 58, 59 |